# Operación Fuenteovejuna
La Operación Fuenteovejuna fue un falso enfrentamiento entre agentes de la CNI y militantes del Movimiento de Izquierda Revolucionaria (MIR) ocurrido el 7 de septiembre de 1983. Murieron en este hecho tres militantes del MIR, en represalia por el asesinato del Intendente de Santiago, general Carol Urzúa, ocurrido el 30 de agosto de ese mismo año, perpetrado por el MIR.

## Víctimas
- Sergio Peña Díaz, veterinario y militante del MIR. Ingresó a Chile de forma clandestina.
- Lucía Vergara Valenzuela, militante del MIR. Ingresó a Chile de forma clandestina.
- Arturo Vilavella Araujo, ingeniero y militante del MIR. Ingresó a Chile de forma clandestina.

## Operativo policial
La primera versión oficial afirmaba que con motivo del asesinato del Intendente de Santiago, general Carol Urzúa, se habían producido dos enfrentamientos entre agentes de seguridad y militantes del MIR que tuvieron que ver en el hecho. Inicialmente se dijo que el enfrentamiento se produjo al descubrirse accidentalmente a tres individuos sospechosos en calle Visviri con Fleming en el oriente de Santiago por agentes de la CNI que patrullaban por la zona ese día. Los individuos respondieron a tiros a los agentes y se refugiaron en una casa de la calle Fuenteovejuna, desde donde siguieron disparando a los agentes, que recibieron refuerzos de Carabineros e Investigaciones. Poco después se habrúa producido una explosión dentro de la casa cuando los individuos se encontraban quemando documentos, muriendo uno de ellos carbonizado, mientras los otros, que habrían salido de la casa disparando, fueron abatidos.
Al día siguiente apareció en la prensa otra versión oficial que a diferencia de la primera, indica que el enfrentamiento se produjo cuando los efectivos concurrieron a la casa en donde se refugiaban las víctimas, cuya dirección obtuvieron mediante confesión de otros implicados en el asesinato de Carol Urzúa. Esta vez se señala que se evacuaron las casas del sector aledaño.
Pero en realidad los hechos ocurrieron de otra forma. Los agentes de seguridad estaban al tanto que en la casa se encontraban miembros del MIR en la clandestinidad. Luego del asesinato de Carol Urzúa se planificó la acción contra ellos, por lo que se reunió a un gran número de agentes de la CNI (cerca de 60 efectivos, según declaración de un testigo clave) y de otros servicios que luego de otras acciones ejecutadas ese mismo día se dirigieron a la casa.
Desde un jeep donde había sudo instalada una ametralladora 50 se efectuaron de inmediato numerosas ráfagas. Luego de hacer esto durante unos minutos se pidió a los moradores que se entregaran. En atención a ello salió Sergio Peña, entregámdose con las manos puestas en la nuca, pero al aproximarse a la reja del antejardín le dispararon a quemarropa, causándole la muerte.
Poco después, se reinició el ataque de los agentes tras un disparo hacia afuera que habría realizado Lucía Vergara. Además, los agentes lanzaron una bengala que produjo el incendio de la casa. Muere carbonizado dentro de la casa Arturo Villavella, mientras Lucía Vergara sale de la casa de la misma forma que lo hiciera Sergio Peña, siendo acribillada en el acto.

## Testimonio de Andrés Valenzuela a la Vicaría de la Solidaridad
El 28 de agosto de 1984 el exagente del Comando Conjunto y exmiembro del Servicio de Inteligencia de la Fuerza Aérea Andrés Valenzuela Morales relata a la Vicaría de la Solidaridad que los operativos de Fuenteovejuna 1330 y Janequeo 5707 fueron ejecutados con violencia y saña.
Recibimos orden de dirigirnos hacia el sector poniente de la ciudad, a calle Janequeo 5707, por los alrededores de la Plaza Garín. Cuando estuvimos cerca del objetivo, nos dijeron que nos agacháramos pues venía una de las personas que debía ser eliminada. Pasó por el costado de nuestra camioneta. Cuando legó a un sector donde hay una pared fue rafagueado e inmediatamente la base de fuego, que también estaba en ese lugar, empezó a disparar sobre una casa.
El blanco señalado en su declaración fue Alejandro Salgado Troquián. Según Valenzuela Morales:
Apenas cayó asesinado un agente colocó en su mano un arma simulando que la llevaba al momento de ser eliminado.
También describe en su testimonio lo ocurrido en calle Fuenteovejuna 1330 de la siguiente forma:
Se nos ordenó ir hacia Avenida Colón, donde hay un supermercado que está en la esquina suroriente, cercano a una rotonda donde también desemboca la calle Tomás Moro. Allí estuvimos un rato mientras se daban instrucciones para actuar en una casa de calle Fuenteovejuna, donde se había detectado que había tres personas. Llegó un jeep de la CNI con el techo corredizo y en el cual se instala una ametralladora punto 50 sobre un sistema hidráulico que permite subirla sobre el nivel del techo y operarla por dos hombres, uno que dispara y otro que va pasando la cinta de municiones. Nos dirigimos frente a la casa de Fuenteovejuna 1330, donde se instaló el jeep y se dio orden de actuar. 
La orden significó la muerte de Lucía Vergara, Arturo Villavella y Sergio Peña y el incendio de la casa. Terminada la tarea el grupo tomó rumbo hacia Quinta Normal, a la casa de Janequeo 5707.

## Informe Rettig
Años después de esta masacre, el Informe Rettig se refirió a los tres asesinatos de la siguiente manera:
El 7 de septiembre de 1983 se informó oficialmente que ese día, a consecuencia de los operativos realizados tras la muerte del general de Ejército e Intendente de Santiago Carol Urzúa, se habían producido dos enfrentamientos con miembros del MIR implicados en tales hechos. Primeramente se dijo que el enfrentamiento se había originado al descubrirse accidentalmente a tres individuos sospechosos en calle Visviri con Fleming en el sector Oriente de Santiago, por parte de agentes de la CNI que realizaban un patrullaje de rutina. Ellos habrían contestado con disparos a la voz de alto y corrido hasta refugiarse en una casa en calle Fuenteovejuna, desde donde siguieron disparando a los agentes, quienes recibieron refuerzos de Carabineros e Investigaciones. Al rato se habría producido una explosión en el interior de la vivienda cuando los individuos se encontraban quemando documentación, muriendo uno de ellos. Los dos restantes, en una acción suicida, habrían salido disparando y habrían sido abatidos.
Al día siguiente apareció en la prensa otra versión oficial, que a diferencia de la primera indica que el enfrentamiento se produjo cuando los efectivos concurrieron al inmueble en donde se refugiaban las víctimas, cuya dirección obtuvieron mediante confesiones de otros intervinientes en el asesinato del general Carol Urzúa. En esta oportunidad se señala que habían sido evacuadas las viviendas del sector aledaño.
En realidad los hechos ocurrieron de diferente manera. Los agentes de seguridad estaban al tanto que en el inmueble se encontraban miembros del MIR en la clandestinidad. Luego del asesinato del general se planificó la acción en contra de ellos, por lo que se reunió a un gran número de agentes de seguridad, que incluía miembros de la CNI, y de otros servicios, los cuales, luego de otras acciones ejecutadas ese mismo día, entre las que se cuenta la detención de personas, se dirigieron al inmueble.
En ese lugar instalaron una ametralladora .50 que inmediatamente comenzó a disparar. Sólo después de haberlo hecho durante unos minutos se pidió a los moradores que se entregaran. En atención a ello salió Sergio PEÑA DIAZ, de profesión veterinario, militante del MIR, quien había ingresado clandestinamente al país, con las manos puestas en la nuca. Cuando se aproximaba a la reja del antejardín dos agentes le dispararon con metralletas a corta distancia, causándole la muerte.
Estos hechos, conocidos por la Comisión a través del relato de un testigo presencial de todos ellos, le permiten llegar a la convicción de que Sergio Peña murió ejecutado por agentes de la CNI, considerando su muerte una violación a los derechos humanos de responsabilidad de agentes estatales.
A raíz de la muerte de Sergio Peña, Lucía Orfilia VERGARA VALENZUELA, militante del MIR, quien ingresó clandestinamente al país, que se encontraba en el interior de la vivienda, disparó hacia afuera, reiniciando inmediatamente el ataque los agentes, quienes además lanzaron una bengala que produjo el incendio de la casa.
La última persona que quedaba en el interior de la vivienda, Arturo Jorge VILLAVELLA ARAUJO, de profesión ingeniero, militante del MIR, quien también había ingresado clandestinamente al país, murió carbonizado.
Dada la verdadera finalidad del operativo, como quedó demostrado, la Comisión considera que estas últimas dos personas también deben ser consideradas como ejecutadas.

## Condenas
Veinte integrantes de la Central Nacional de Informaciones fueron condenados por los hechos.

## Reseña televisiva
- El programa Informe Especial de TVN reseñó este montaje el 12 de septiembre de 2015, entrevistando a la viuda de Sergio Peña, Ana Soto.

- En la primera temporada de la serie de TVN Los Archivos del Cardenal fue reseñado este montaje en el penúltimo capítulo, en septiembre de 2011.